# Campo Zeppelín

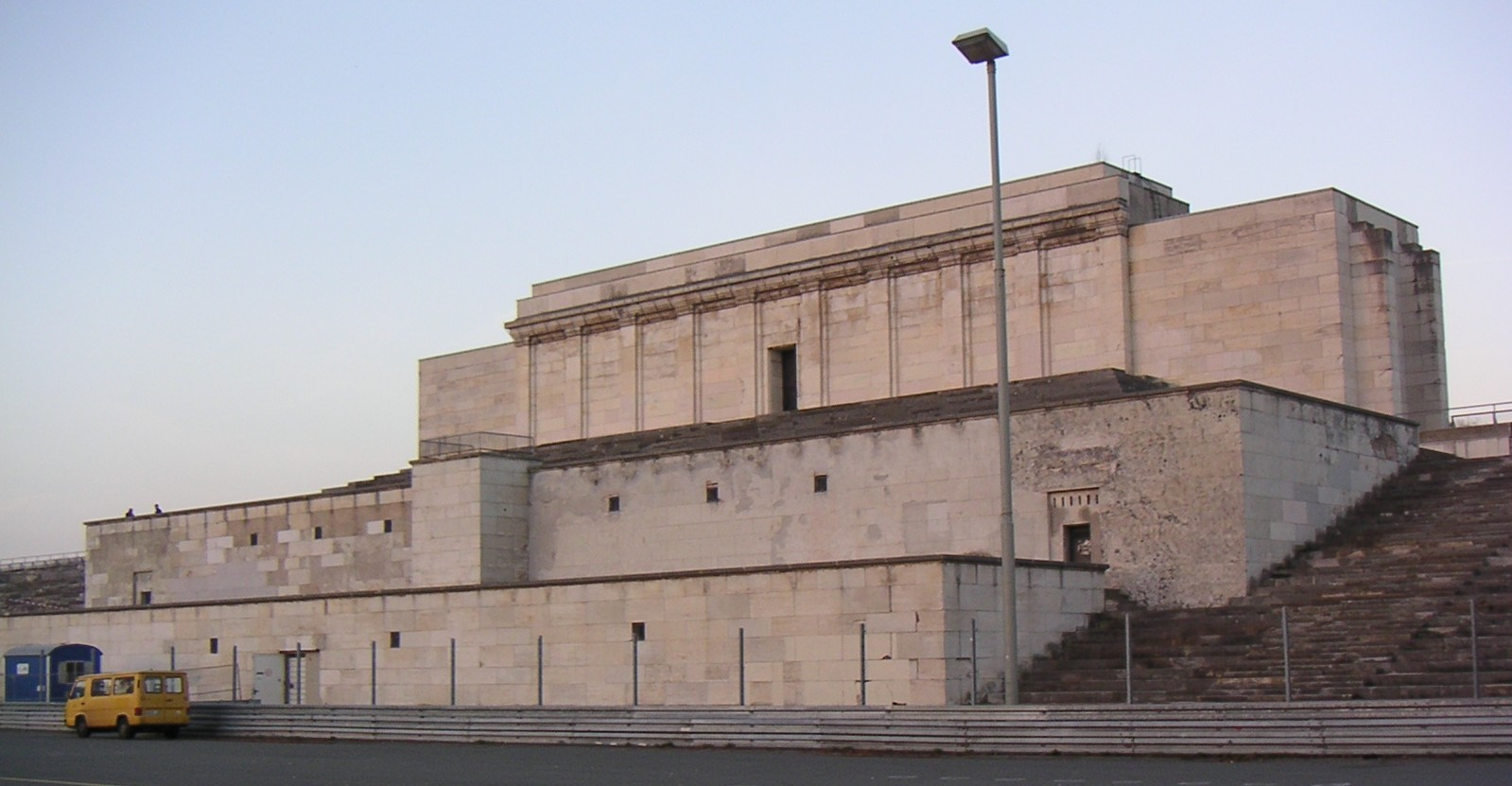
Tribuna del Campo Zeppelín.

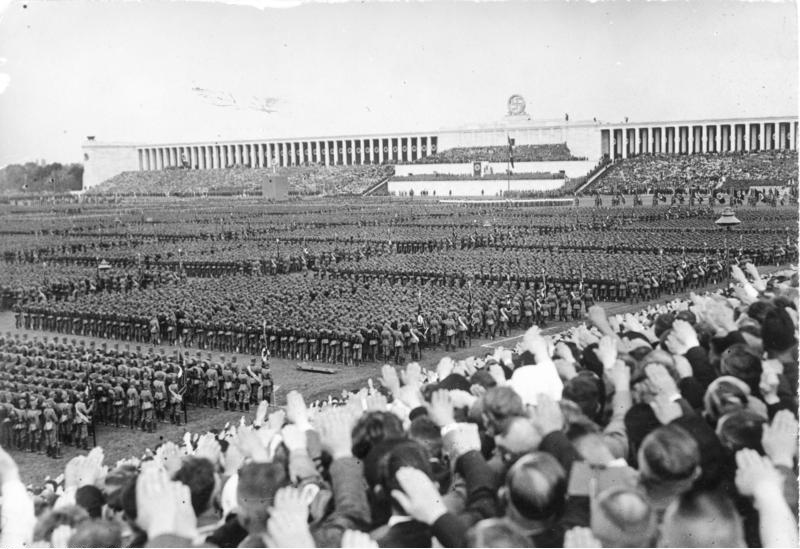
Congreso del Partido Nazi en el Campo Zeppelín en 1937.

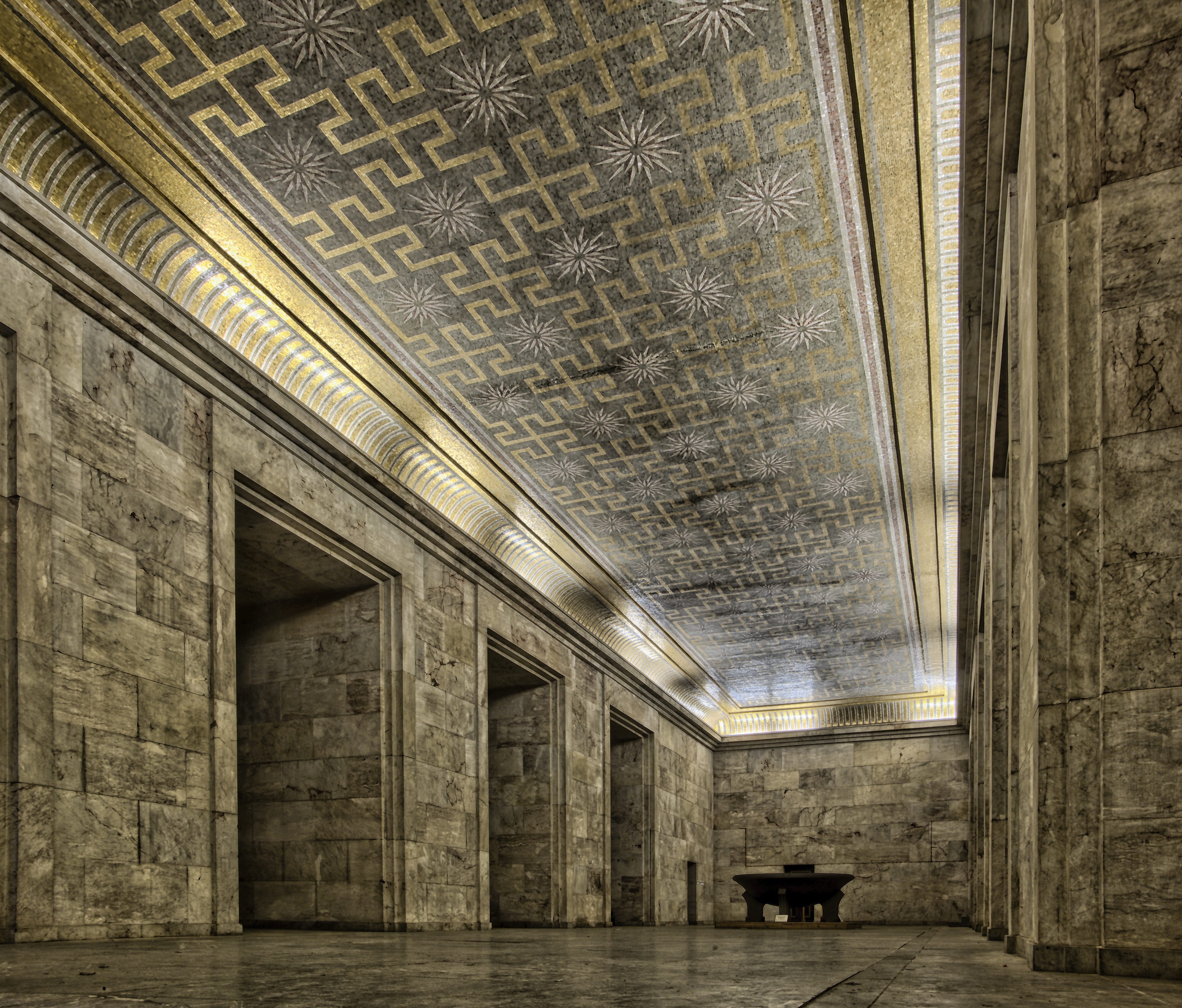
"Goldener Saal".

Campo Zeppelín es un complejo urbanístico que se levanta en Núremberg, Alemania.

## Historia
- 1923: el terreno es campo de pruebas para las máquinas voladoras diseñadas por Ferdinand von Zeppelin, quien había fallecido en 1917 y en cuyo homenaje se bautizó este terreno.
- 1933: Adolf Hitler declara a Núremberg "Ciudad de los Congresos Partidarios del Tercer Reich". A partir de entonces cada año se reunían durante una semana alrededor de 500 000 nacionalsocialistas de todo el Reich.
- 1934: Albert Speer diseña y dirige la construcción de la tribuna Zeppelín.
- 1945: Núremberg fue la segunda ciudad alemana que sufrió mayores destrozos por los bombardeos de los aliados al final de la Segunda Guerra Mundial, solamente superada por Dresde. Sin embargo, el complejo de Zeppelín sobrevivió prácticamente intacto.
- 2000: se inaugura en una de las construcciones un centro de documentación por el que la ciudad recibió el premio de la UNESCO por la Educación en Derechos Humanos.

## Características
En su autobiografía Speer afirmó que, cuando vio el proyecto original del arquitecto Troost, hizo el comentario despectivo de que el campo de desfiles se parecía al lugar de reunión de un “club de tiradores”. Le retaron a que hiciera un diseño nuevo.
Utilizó como base de partida la antigua arquitectura dórica del Altar de Pérgamo —encontrado en  Turquía en 1871 y enviado a Alemania en 1879—, pero ampliada a una escala enorme, capaz de albergar hasta 240 000 personas. En la reunión del partido en el campo de desfiles, en 1934, Speer rodeó el área con 150 reflectores antiaéreos. Esto creaba un efecto de “catedral de luz”, como lo llamó el embajador británico sir Nevile Henderson.
Speer aplicó la teoría del «valor de las ruinas» —apoyada con entusiasmo por Hitler— según la cual se construirían todos los nuevos edificios de forma que dejaran unas ruinas estéticamente agradables en el futuro lejano. Si ahora se ven las ruinas de los edificios y construcciones neoclásicas del nacionalsocialismo, el legado del "valor de las ruinas" nazis, se cumple cabal, seductora, elegante y abrumadoramente.